# Gaël Bonnel Sanchez
Gaël Bonnel Sanchez (né le 25 août 1985 à Pau) est un producteur de cinéma et entrepreneur français. Il a produit le film Fractures en 2017. Il est également fondateur et propriétaire des marques de vodka au caviar Black G vodka et Almas Vodka. Il est également le créateur de la marque horlogère Heroica Tempus.

## Carrière
Gaël est né le 25 août 1985 en France, à Pau.
Dеpuis son plus jeune âge, il se passionne pour le football. Il intègre le centre de formation professionnel de football de l'Amiens Sporting Club. En fin de formation, il abandonne sa carrière de footballeur pour travailler dans l'audiovisuel, chez Endemol France,,. Il y travaille d'abord comme figurant, puis assistant de production et casteur. Il décide finalement de monter sa propre production et se dirige vers l'univers cinématographique. Il collabore d'abord avec le cinéaste/artiste visuel Pitof qui lui conseille de produire ses films en Bulgarie,.
Il a donc déménagé en Bulgarie en 2015. En 2017, il a produit et joué dans un long métrage, Fractures, qui a été tourné au Nu Boyana Film Studios à Sofia. Ce long-métrage a été réalisé par Harry Roselmack, et a reçu le prix spécial du jury au New York Chelsea Film Festival,.
En 2015, il lance sa marque en créant la première vodka au caviar naturel au monde, la vodka "Black G". Il l'a présenté au Festival de Cannes 2016. Il crée également une seconde vodka, "l'Almas Vodka". La première vodka fabriquée à partir d'un des caviars les plus chers au monde, le caviar d'Almas,.
En 2017, il lance GBS Models, la première agence d'influenceurs de mannequins en Bulgarie. Il lancera d'ailleurs un magazine destiné aux influenceurs. Il fait pour cela la couverture en 2018 des célèbres magazines OK! et Esquire.
En 2019, il crée des montres dont les cadrans portent des signatures authentiques de différents personnages historiques. Il s'associe donc à Christophe Golay, propriétaire de la marque horlogère suisse Golay Spierer pour créer la marque "Heroica Tempus". Le lancement de la première montre signée Napoléon est soutenu par la maison de ventes aux enchères Sotheby's,.
La même année, en partenariat avec la maison historique monégasque Albanu, Gaël invente la première gamme de bijoux au monde en laine et ivoire de mammouth.
Toujours en 2019, il lance Interstellar Humanity, un projet de colonisation de l'espace via des capsules d'ADN pour permettre à l'humanité d'implanter la vie sur d'autres planètes et dans d'autres univers.
En 2021, Gaël produit un autre long métrage, Qualifying, avec Yariv Lerner, le PDG de Nu Boyana Film Studios.

## Filmographie
- 2017 - Fractures (producteur)
- TBA - Qualifying (producteur, post-production)